# Hans Deuvs
Hans Deuvs (født 16. maj 1887 i Farsø, død 8. september 1916 i Hurup) var en dansk kunstmaler.
Han var søn af distriksdyrlæge Hans Jensen og Marie Kirstine Jensen og således bror til Johannes V. Jensen og Thit Jensen. Deuvs blev døbt Hans Otto Jensen og foretog senere en officiel navneændring.
Deuvs' produktion var ikke stor, blot 30–40 malerier.
Kunstindeks Danmark katalogiserer blot et enkelt billede af Deuvs: et portrætmaleri af Dagmar Rasmussen, der nu findes på Industrimuseet Frederiks Værk.
Et portræt af en ung kvinde blev i 2014 solgt hos Lauritz.com for 800 kroner.
Hans hedebillede fra Farsø, der indgår i Nationalmuseets samling, er benyttet til omslaget på bogen Himmerlandsk Musik, mens to portrætmalerier af hans mor og far er på Farsø Bibliotek.
Deuvs stod også for et portræt af F.F. Ulrik.
Johannes V. Jensen skildrede sin bror i teksten Hans Deuvs. En Himmerlandsmaler der blev udgivet i Aarbog 1916.
Ved teksten i denne bog er også reproduceret nogle få af Deuvs' værker.
Deuvs foretog navneændring den 3. december 1906, hvor efternavnet Jensen blev skiftet ud med Deuvs.